# ريتشارد دوسن
ريتشارد دوسن (بالإنجليزية: Richard Dawson)‏ (19 يناير 1960 في المملكة المتحدة - ) هو لاعب كرة قدم بريطاني في مركز الهجوم. لعب مع نادي تشيسترفيلد ونادي دونكاستر روفرز ونادي روذرهام يونايتد ونادي سكاربورو ونادي غاينسبورو ترينيتي ونادي كيترينغ تاون وماتلوك تاون ‏ ونادي بوسطن يونايتد.